# 白石奈緒美
白石 奈緒美（、1935年〈昭和10年〉1月24日 - 2019年〈令和元年〉8月3日）は、日本の女優、料理研究家、日本俳優連合元理事、『高齢社会ジャーナル』元編集長。本名は中島 奈緒美（）。

## 来歴・人物
カナダ・バンクーバー出身。武蔵野女子学院短期大学卒業。
父は貿易商。姉は白石かずこ。夫は中島力（元テレビ朝日プロデューサー）。
1955年、ラジオ東京放送劇団に4期生として入る（同期に泉大助、大平透ら）。当初は演出家志望だったが、当劇団に女性の演出家はいないと言われたことから役者に転向。
1956年、東宝からスカウトを受け、劇団に所属したまま東宝と契約し、映画『若人の凱歌』でデビュー。放送劇団員が劇団に在籍したまま映画に出演したのは白石が初であるとされる。
1957年、東宝に入社。1959年に東宝を退社し、フリーになる。その後、結婚により引退したが、1970年代には活動を再開。
1969年から早稲田大学大学院で日本美術史を研究する。
1978年に商品科学研究所の設立5周年記念の論文公募に応募した「薬罐 - その歴史的変遷と現在の製品についての問題点」が1位に入賞し、この論文に基づいた使い易いやかんが商品化された。
また、お菓子コンクールでグランプリを受賞するなど料理研究家としても活躍し、1980年代には料理関係の本も多く出版している。
2019年8月3日、虚血性心不全のため東京都調布市の自宅で死去。84歳没。

## 主な出演

### 映画
- 天上大風（1956年） - 曾和沙恵子
- 若人の凱歌（1956年） - 娘・奈津子
- 大安吉日（1957年） - 女給暁子
- 花嫁は待っている（1957年） - 松村（デパート店員営業部）
- 花嫁三重奏（1958年） - モデル
- 続・社長三代記（1958年） - 女探偵
- 重役の椅子（1958年） - 今西千恵子（極東商事社員）
- 東京の休日（1958年） - ファッションショウのモデルC
- 大人には分らない・青春白書（1958年） - 立野圭子
- 結婚のすべて（1958年） - 志摩京子（ファッションモデル）
- 美女と液体人間（1958年） - 峯子[1][2]
- 若い獣（1958年） - 新吾の恋人
- ㊙トルコ風呂（1968年） - 竹田
- 徳川女刑罰史（1968年） - 燐徳
- まり子自叙伝 花咲く星座（1959年） - 住ノ江照江
- 鏡の中の野心（1972年） - 谷本香子
- 女医の愛欲日記（1973年） - 各務美穂
- 夜の演歌 しのび恋（1974年） - 近松いね子
- あさき夢みし（1974年） - 庵主
- バージンブルース（1974年） - ちあきの母
- 愛のコリーダ（1976年） - 芸者・八重次
- 天保水滸伝 大原幽学（1976年） - サイ
- 雪華葬刺し（1982年） - 春菜
- 徳川の女帝 大奥（1988年） - 滝本

### テレビドラマ
- ありちゃんのおかっぱ侍 （1957年、KR）
- 夕やけ娘 （1958年、KR）
- 部長刑事 第233話「泳がす」（1963年、ABC）
- 東芝日曜劇場 第355話「牢屋同心」（1963年9月22日、TBS）
- 夜と昼と （1963年、MBS）
- テレビ芸術座「仰げば尊し」（1964年4月22日、12CH）
- シオノギテレビ劇場「山本富士子アワー4 芳兵衛物語」（1964年7月3日、CX）
- 特別機動捜査隊 （NET）
  - 第144話「倒産」（1964年）
  - 第150話「脅迫」（1964年）
  - 第169話「春遠からじ」（1965年）
  - 第183話「灰色の時間」（1965年）
  - 第184話「醜聞」（1965年）
  - 第215話「跫音」（1965年）
  - 第238話「深夜の銃声」（1966年） - 小山田かおる
  - 第246話「美しき罠」（1966年）
  - 第278話「陽の当らぬ男」（1966年）
  - 第296話「九年目の女」（1966年）
  - 第452話「母恋し1,500キロ」（1970年） - 久仁子
  - 第454話「霧の中の聖女」（1970年） - 美紀
  - 第456話「ハイビスカスの女」（1970年） - 稲子
  - 第465話「幸せになりたい」（1970年） - 吉田
  - 第468話「大砂丘」（1970年） - 紀子
  - 第502話「親なき子」（1971年） - 由紀子
  - 第533話「爆弾時代」（1972年） - 女秘書
  - 第538話「愚かなる暴走」（1972年） - 由美子
  - 第579話「三船班ハワイへ飛ぶ」（1972年） - 也寸子
  - 第588話「南海の復讐」（1973年） - 由紀子
  - 第728話「女と祭」（1975年） - マダム
  - 第765話「ダイナマイトとダリヤの花」（1976年） - 花柳志賀豊
  - 第782話「わたしの父さん」（1976年） - 浜崎冬子
- 河童の三平 妖怪大作戦 第11話「鬼女の子守唄」（1968年、NET）
- 銭形平次 （CX）
  - 第161話「消えた十両箱」（1969年） - お倫
  - 第656話「噂の娘」（1979年） - お浜
  - 第674話「夫婦流転」（1979年） - およう
- キイハンター（TBS / 東映）
  - 第73話「殺人金庫ただ今、発売!」（1969年）
  - 第127話「殺し屋どもの死亡広告クラブ」（1970年）
  - 第225話「真夏の夜、わたしを深く埋めて!」（1972年）
- 鬼平犯科帳（松本幸四郎版）（NET / 東宝）
  - 第1シリーズ 第5話「怪談さざ浪伝兵衛」（1969年）- おだい
  - 第2シリーズ 第4、5話「狐火（前編・後編）」（1971年）- お千
- 新・平四郎危機一発（1969年、TBS）
- 火曜日の女シリーズ / 喪服の訪問者（1971年、NTV / 国際放映）
- 時間ですよ2（1971年 - 1972年、TBS）
- プレイガールシリーズ （12ch / 東映）
  - プレイガール
    - 第163話「覗きのライセンス」（1972年） - あかね
    - 第176話「怪談 深幽寺の古井戸」（1972年） - お浜
    - 第207話「女の肌が殺しを呼んだ」（1973年） - 泉芙佐子
    - 第210話「全裸の美女は朝狙え!」（1973年） - 高坂高子
    - 第224話「怪談 怨霊バラ屋敷」（1973年） - 花村マリ
    - 第234話「ばら山荘恐怖の連続殺人」（1973年） - 雅代
    - 第246話「スター歌手殺人事件」（1973年） - 水原沙織
    - 第278話「怪談・蝙蝠屋敷の怨霊」（1974年） - 山本房子

  - プレイガールQ
    - 第57話「女が男に負けるとき」（1975年） - 風間あや子
- サスペンスシリーズ 人妻恐怖・地獄道路 （1973年、MBS / 東映） - 道代
- 非情のライセンス 第1シリーズ 第24話「兇悪の回路」（1973年、NET / 東映） - 佳子
- アイフル大作戦 第44話「新婚ホヤホヤ団体旅行」（1974年、TBS / 東映）
- 幡随院長兵衛お待ちなせえ 第11話「乙女は体を張った」（1974年、MBS / 東宝） - 三島宿旅籠の女将
- バーディ大作戦 第4話「シャレコウベは女の顔」（1974年、TBS / 東映）
- 傷だらけの天使 第3話「ヌードダンサーに愛の炎を」（1974年、NTV / 東宝）
- ふりむくな鶴吉 第36話「三途の川往来記」（1975年、NHK）
- 太陽にほえろ! 第166話「噂」（1975年、NTV / 東宝）
- 新宿警察 第11話「殺しの録音テープ」（1975年、CX / 東映）
- 影同心II 第7話「百合の香りに夜の蝶」（1975年、MBS / 東映） - お徳
- 伝七捕物帳 （NTV / ユニオン映画）
  - 第75話「酒は涙か花が散る」（1975年）-紫乃
  - 第131話「かりそめの愛のかたみ」（1976年）- お安
- 鬼平犯科帳（丹波哲郎）（1975年 NET / 東宝）
  - 第14話「高杉道場・三羽烏」- おけい
- 三日月情話（1976年、THK） - 山村ケイ
- 破れ傘刀舟 悪人狩り 第112話「若きいのちの叫び」（1976年、NET） - 女将
- 事件(秘)お料理法（1977年、KTV）
- 遠山の金さん 第98話「金のなる木を持つ稼業」（1977年、ANB）-おもん
- 野望（1977年、ANB / 東映）
- 土曜ワイド劇場　（ANB）
  - 浴室の美女 江戸川乱歩の魔術師（1978年） - 佐伯
  - 名探偵雅楽三度登場! 幽霊劇場殺人事件（1980年）
  - SL山口線貴婦人号トンネル殺人!? 容疑者は列車に乗って現場を目撃していた…（1996年、大映テレビ） - 右田真佐子
  - ダイヤモンドの罠（1996年）
- 必殺シリーズ（ABC / 松竹）
  - 必殺商売人 第6話「手折られ花は怨み花」（1978年） - みの
  - 新・必殺仕舞人 第7話「貝殻節は子捨て唄」（1982年） - お勘
  - 必殺仕事人III 第14話「婦女暴行を見たのはおりく」（1983年）
- 大空港 第6話「紙一重の青春」（1978年、CX / 松竹）
- 孤独の賭け（1978年 - 1979年、12ch） - 千種寿都子
- 日本名作怪談劇場 第9話「怪談 牡丹燈籠」（1979年、12ch） - お米
- 特捜最前線　（ANB / 東映）
  - 第157話「ドレスメーカー女学院強盗事件!」（1980年）
  - 第221話「殺人鬼を見た車椅子の婦警!」（1981年）
  - 第344話「幻の父・幻の子!」（1983年）
  - 第396話「万引少女の告白!」（1984年）
- 鬼平犯科帳 （ANB）
  - 第1シリーズ 第22話「鯉肝のお里」（1980年、中村プロ） - 鯉肝のお里
  - 第2シリーズ 第3話「二つの顔」（1981年、東宝） - おろく
  - 第3シリーズ 第2話「凶賊」（1982年、中村プロ） - お葉
  - 第3シリーズ 第8話「白と黒」（1982年、中村プロ、東宝） - お葉
- 暴れん坊将軍 （ANB / 東映）
  - 吉宗評判記 暴れん坊将軍
    - 第189話「鬼を哭かせた母ごころ」（1981年） - お登勢

  - 暴れん坊将軍II
    - 第39話「命がけだよ一目惚れ!」（1983年） - 綾路
    - 第116話「大奥を盗みに来た女!」（1985年） - 尾上
    - 第161話「暗殺計画、手引きは御生母!?」（1986年） - 初音

  - 暴れん坊将軍IV
    - 第6話「天晴れ! 孝行息子に名裁き」（1991年） - お幸
- 長七郎天下ご免! 第97話「江戸しぐれ おかめの涙」（1981年、テレビ朝日 / 東映）- おもん
- 文吾捕物帳 第26話「ろくでなしの涙」（1982年、ANB / 三船プロ）
- ザ・サスペンス （TBS）
  - 「越後路殺人事件」（1982年）
  - 「開き過ぎた扉」（1983年）
- 斬り捨て御免! 第3シリーズ（1982年、TX） - お弓
- 柳生十兵衛あばれ旅 （1982年、ANB） - つばくろのお銀
- 御宿かわせみ 第2シリーズ 第19話「狐の嫁入り」（1983年、NHK） - おとら
- 大奥 第24話「わんわん行進曲」（1983年、KTV） - 広岡
- 水戸黄門 第15部 第4話「悪計暴いた身代り花嫁-大洲-」（1985年2月18日、TBS） - おたき
- 花の図鑑（1988年、ANB）
- 乱歩賞作家サスペンス / 完全犯罪の使者（1988年、KTV）
- 森繁久彌ドラマ / 花くらべ（1988年、TBS）
- 月曜・女のサスペンス / 女は二度生まれる（1991年、TX） - 篠原和江（女性宝石商）
- 恋人をつくる100の方法（1995年、ABC）
- 勇者ヨシヒコと魔王の城（2011年、TX）- おばば

### 舞台
- 女の一生
- お静の雪
- 出雲のオクニ

## 著作
- 1981年 『折々に女は美しい : 奈緒美の家事歳時記』（講談社）
- 1981年 『恋女房志願 : 料理で愛をつかむ法』（主婦と生活社　21世紀ブックス）
- 1981年 『メルヘン館のお料理絵本』（立風書房）
- 1981年 『料理上手で愛される』（ベストセラーズ　ワニの本 ISBN 4-584-00443-9）
- 1983年 『すてきなキッチンの仲間たち : 私が選んだいい道具・ほしい道具 カラー図鑑』（編著　PHP研究所 ISBN 4-569-21154-2）
- 1984年 『わたしの料理手帖：これならできる奈緒美の健康レシピ』（ダイワアート）
- 1986年 『食いしんぼうの簡単料理』（ダイワアート）
- 1989年 『料理のきめ手は愛ひとつまみ』（ベストセラーズ　ワニ文庫）
- 1995年 『高齢福祉のリーダー21の発言:安心して老いる所がここにある』（編著　704プロジェクト ISBN 4-88720-157-5]）
- 2000年 『高齢社会ジャーナル』（編著　高齢社会情報センター）
- 2005年 『驚異の野菜カルシウム』（松田行芳共著　長崎出版）